# Rabčice
Rabčice est un village de Slovaquie situé dans la région de Žilina.

## Histoire
Première mention écrite du village en 1616.

## Démographie

### Évolution de la population
| Année:               | 1994. | 2004.    | 2014.   | 2024.   |
| -------------------- | ----- | -------- | ------- | ------- |
| Nombre de personnes: | 1665  | 1890     | 2001    | 2101    |
| Différence:          |       | +13,51 % | +5,87 % | +4,99 % |

| Année:               | 2023. | 2024.   |
| -------------------- | ----- | ------- |
| Nombre de personnes: | 2100  | 2101    |
| Différence:          |       | +0,04 % |